# Statistisches Landesamt Sachsen-Anhalt
Das Statistische Landesamt Sachsen-Anhalt ist eine obere Landesbehörde im Geschäftsbereich des Ministeriums für Inneres und Sport des Landes Sachsen-Anhalt. Es ist für die amtliche Statistik in Sachsen-Anhalt zuständig und hat seinen Sitz in Halle (Saale).

## Organisation
Die Behörde wird durch einen Präsidenten, derzeit (Stand 04/2020) Michael Reichelt, geleitet und gliedert sich in folgende Abteilungen und Dezernate:

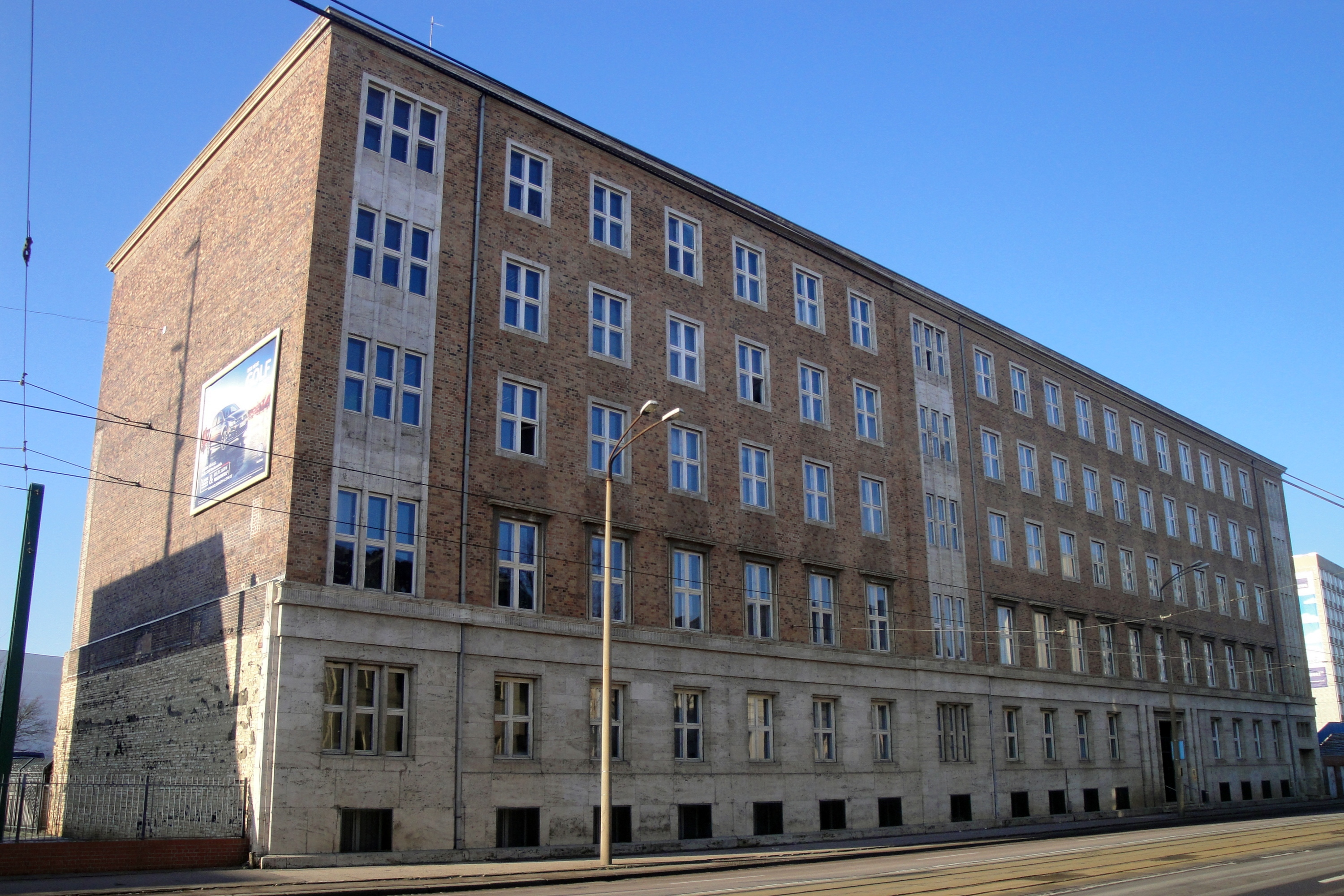
Statistisches Landesamt in Halle (Saale)

- Abteilung 1: Zentrale Aufgaben, Wahlen
  - Dezernat 11: Allgemeine Verwaltung, Rechtsangelegenheiten, Datenschutz
  - Dezernat 12: Datenverarbeitung
  - Dezernat 13: Grundsatzangelegenheiten, Wahlen, Gebiet, Sondererhebungen, VKR, Controlling
- Abteilung 2: Bevölkerung, Staat, Soziales
  - Dezernat 21: Bevölkerung, Mikrozensus, Wirtschaftsrechnungen
  - Dezernat 22: Finanzen, Personal, Justiz
  - Dezernat 23: Steuern, Kommunale Finanzzuweisungen
  - Dezernat 24: Bildung, Soziales, Gesundheit
  - Dezernat 25: Zensus
- Abteilung 3: Wirtschaft, Umwelt, Gesamtrechnungen
  - Dezernat 31: Verarbeitendes Gewerbe, Handwerk, Bau, Energie
  - Dezernat 32: Forschungsdatenzentrum, Unternehmensregister, Gesamtrechnungen
  - Dezernat 33: Umwelt, Wasserversorgung, Land- und Forstwirtschaft
  - Dezernat 34: Verdienste, Preise
  - Dezernat 35: Handel, Gastgewerbe, Dienstleistungen, Verkehr

Des Weiteren untersteht das Dezernat 01 (Öffentlichkeitsarbeit) direkt dem Präsidenten.